# Lípa zelená
Lípa zelená (Tilia euchlora) je opadavý listnatý strom dorůstající výšek 15–25 metrů. Letorosty jsou lysé, žlutozelené, jen svrchu někdy slabě načervenalé nebo nahnědlé. Strom je nápadný převislými větvemi, zvláště v dolní části koruny. Čepel listů je svrchu tmavě a zespodu světle zelená, kromě paždí žilek na rubu lysá. Horní strana listů je nápadně lesklá. Plody jsou úzce elipsoidní, k oběma koncům zúžené, oplodí je dřevnaté a plstnaté.

## Synonyma
- Lípa krymská
- Tilia rubra DC. var. euchlora (C. Koch) Dippel

## Rozšíření
Druh je znám pouze z kultury, z volné přírody není známa. Její původ není dokonale objasněn. Dříve byla udávána jako kříženec mezi lípou malolistou (Tilia cordata) a druhem Tilia dasystyla, což je dnes zpochybňováno. Proto se můžeme setkat i se jménem Tilia × euchlora, např. v anglické verzi Wikipedie. V Česku se druh občas pěstuje v intravilánech obcí, parcích a arboretech.

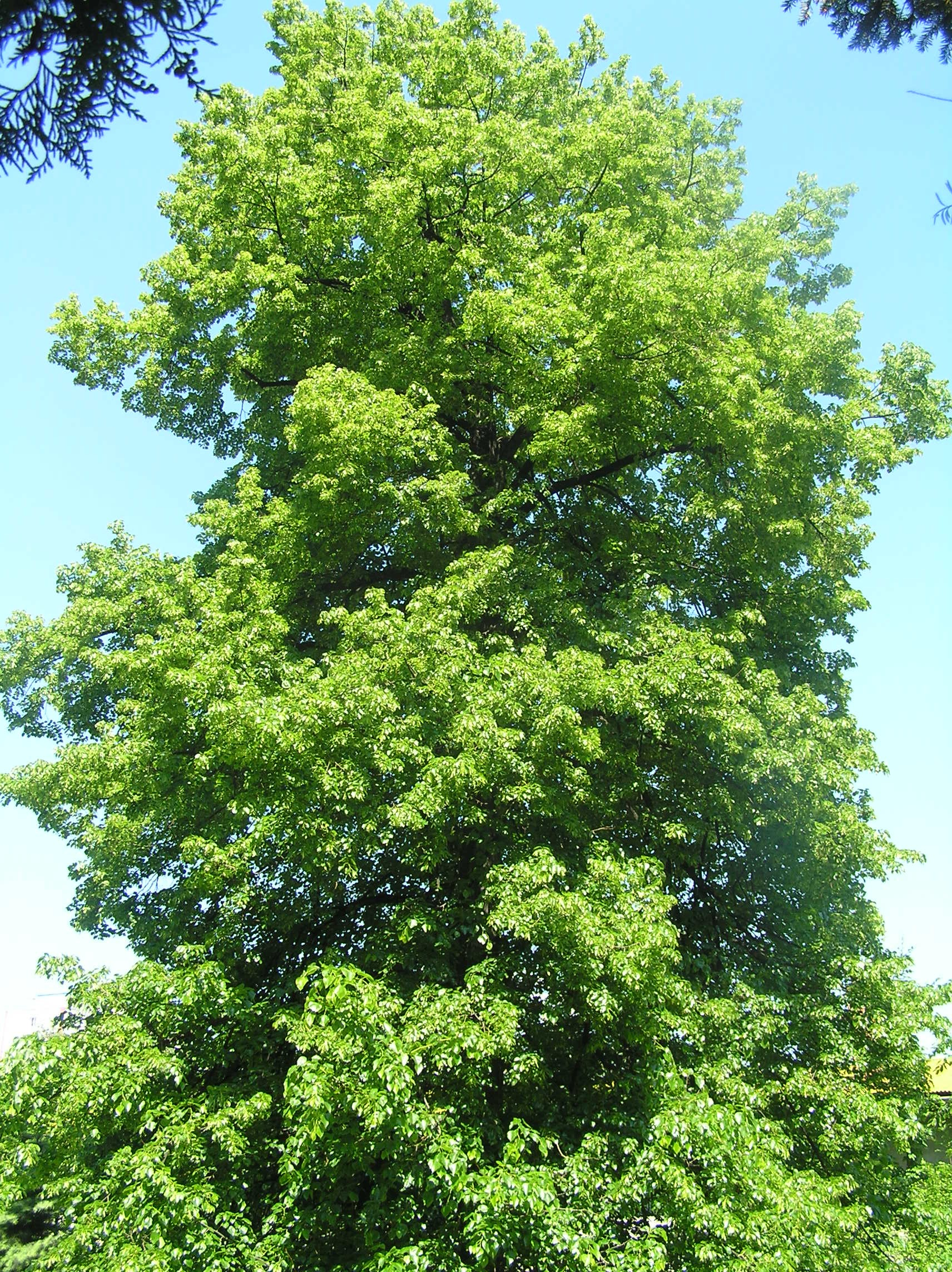
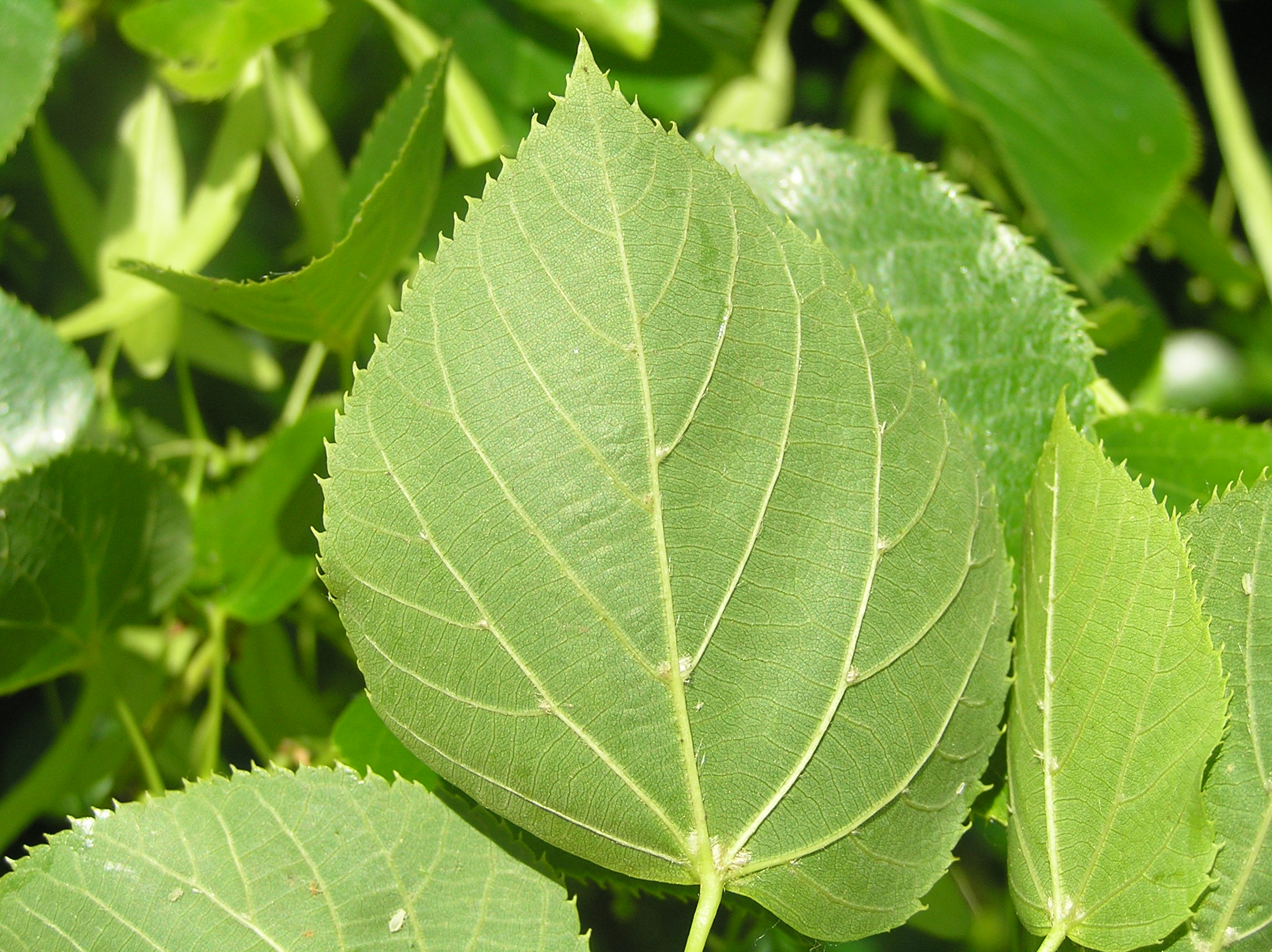
Detail listu